# Дикий робот
«Ди́кий ро́бот» (англ. The Wild Robot) — американский полнометражный анимационный научно-фантастический и приключенческий фильм 2024 года, созданный студией DreamWorks Animation и выпущенный кинокомпанией Universal Pictures. Является экранизацией одноимённого романа (2016) Питера Брауна. Сценаристом и режиссёром выступил Крис Сандерс. В озвучивании персонажей приняли участие актёры Лупита Нионго, Педро Паскаль, Кэтрин О’Хара, Билл Найи, Кит Коннор, Стефани Сюй, Марк Хэмилл, Винг Рэймс и другие. По сюжету сервисный робот типа ROZZUM попадает на необитаемый остров и пытается адаптироваться к местной флоре и фауне, и случайным образом становится приёмной матерью гусёнка Желтоклювика.
Впервые с первоисточником Сандерс познакомился благодаря своей дочери, и спустя несколько лет был приглашён студией DreamWorks Animation на пост режиссёра экранизации. Мультфильм оформлен в акварельной эстетике, вдохновлённой франшизой Spider-Verse и творчеством Хаяо Миядзаки. «Дикий робот» является последней картиной, анимированной силами студии, поскольку в дальнейшем она будет в значительной степени полагаться на других аниматоров. Крис Бауэрс написал музыку для мультфильма, что стало его дебютом в анимационных проектах.
Мировая премьера мультфильма состоялась 8 сентября 2024 года на 49-м Международном кинофестивале в Торонто, а в США фильм вышел в прокат 27 сентября. Фильм имел кассовый успех, собрав по всему миру 332 млн долларов при бюджете в 78 млн долларов США и став пятым самым кассовым анимационным фильмом 2024 года. Критики и аудитория положительно оценили картину. Сиквел экранизации находится в разработке.

## Сюжет
Грузовое судно компании «Universal Dynamics» в результате шторма теряет шесть универсальных роботов ROZZUM, которых выбросило на необитаемый остров. Единственного уцелевшего робота ROZZUM-7134 («Роз») случайно активируют выдры. Роз пытается предложить свою помощь местным животным, но ей так и не удаётся найти того, кому нужна её помощь. Несмотря на то, что Роз удаётся изучить язык животных, местные обитатели считают её «чудовищем» и боятся. Роз решает подать сигнал своим создателям, чтобы они забрали её с острова, но в неё попадает разряд молнии. Очнувшись, Роз обнаруживает, что её детали были украдены енотами. Пытаясь вернуть их, она сталкивается с гризли, который гонится за ней. Убегая от него, Роз случайно валит дерево, разрушает гусиное гнездо и убивает гусыню. Она находит уцелевшее яйцо, однако его крадёт лис Финк.
Роз защищает яйцо от Финка и из него вылупляется гусёнок, который принимает Роз за свою мать и ломает ей передатчик. Многодетная мать опоссум Шерстинка говорит ей, что теперь обязанность Роз — заботиться о гусёнке. Робот, запрограммированная на получение задач, воспринимает это как своё новое задание. Шерстинка ставит перед Роз три задачи: накормить гусёнка, научить его плавать и летать, чтобы он смог отправиться в зимнюю миграцию. Финк присоединяется к Роз в воспитании гусёнка. Роз называет гусёнка Жёлтоклювиком и строит жилище, который становится домом для них троих.
Желтоклювик вырастает и в процессе плавания знакомится с другими гусями на острове. Он становится объектом насмешек из-за своих размеров и отношений с «чудовищем» Роз, которая убила его семью. Разозлившись на то, что Роз не рассказала ему правду, Желтоклювик обижается на неё. Роз, в свою очередь, возвращается на место крушения, чтобы узнать больше о своём предназначении. Там она находит обломки себе подобных роботов и собирает повреждённого робота ROZZUM-6262, которого называет «Находкой», и включает его. Тот считает, что у Роз возник дефект из-за накопленных ей эмоций и отдаёт ей свой передатчик. Роз решает не расставаться с Желтоклювиком и нанимает сапсана Громовержца, чтобы тот научил его летать. Кроме того, робот получает полезные советы от Длинного Пера — пожилого вожака гусиной стаи, который вскоре будет руководить миграцией. После долгих тренировок Желтоклювику удаётся взлететь, он присоединяется к миграции гусей и улетает.
Наблюдая за тем, как животные готовятся к зимней спячке, Роз, опечаленная отсутствием Желтоклювика и сомневающаяся в своих намерениях, решает вновь активировать свой передатчик. Однако, как только сигнал достигает штаб-квартиры «Universal Dynamics», она тут же деактивирует его. Тем временем гусям на время шторма приходится искать убежище в теплице «Universal Dynamics». Там они привлекают внимание враждебных роботов RECO. Будучи единственной птицей, не боящейся роботов, Желтоклювик получает приказ от Длинного Пера отвести стаю в безопасное место. Чтобы спасти Желтоклювика, Длинное Перо бросается под выстрел и погибает.
Зимой, Роз была разбужена Финком, вышедший из спячки, от которого узнаёт, что холодную зиму с сильной метелью животные острова не переживут, поэтому решает их спасти, перенося всех в своё убежище. Из-за отсутствия солнечного света, которым питаются батареи Роз, она начинает отключаться. Финк уговаривают спорящих животных прекратить свои разногласия до весны. Как только гризли, ранее преследовавший Роз, соглашается на мир, остальные животные следуют его примеру, а Роз отключается.
Весной Роз приходит в себя и видит, что животные всё ещё соблюдают перемирие даже после спячки. Гуси, вернувшись из миграции, считают Желтоклювика героем и вожаком. Внезапно на остров прилетает корабль «Universal Dynamics». Кораблём управляет Вонтра — робот-спасатель, которая собирается забрать Роз для исследования её памяти и причины её «одичания». Роз вначале подчиняется, но, услышав от Финка, что Желтоклювик ищет её, сбегает. Вонтра посылает за ней армию роботов-разведчиков, но Роз и животные объединяются и дают им отпор. В итоге Вонтра взрывает побеждённых роботов-разведчиков, устраивая этим лесной пожар, и похищает Роз.
Желтоклювик возглавляет стаю гусей и атакует десантный корабль. Он находит Роз, однако Вонтра уже отключила её и стёрла ей память. Но благодаря любви к Желтоклювику системы Роз приходят в норму и они вступают в бой с Вонтрой. Роз уничтожает её, однако перед этим Вонтра заявляет, что они вечно будут прибывать за ней. Корабль взрывается, но Роз и Жёлтоклювику удаётся сбежать. Тем временем, лесные животные, благодаря бобру Плескуну, валят самое большое дерево леса на дамбу и уничтожают её, тем самым заливая горящий лес водой и останавливая пожар.
Несмотря на победу и признание робота среди обитателей острова, Роз всё же решает уйти к производителям, чтобы защитить остров от новых вторжений. Некоторое время спустя Роз с восстановленой внешностью работает в оранжерее в штаб-квартире «Universal Dynamics». Желтоклювик прилетает туда и приближается к ней. Она признаётся, что её воспоминания всё ещё живы, и они заключают друг друга в объятия.
В сцене после титров Финк и Плескун сажают новое дерево. Когда они уходят, появляется белка и смеётся над ними, а Финк бросает в неё жёлудь.

## Актёры озвучивания
- Лупита Нионго — робот ROZZUM-7134 («Роз»)/робот ROZZUM-6262 («Находка»)
- Педро Паскаль — лис Финк
- Кэтрин О’Хара — опоссум Шерстинка
- Билл Найи — гусь Длинное Перо
- Кит Коннор — гусёнок Жёлтоклювик
- Стефани Сюй — робот Вонтра
- Марк Хэмилл — гризли Торн
- Мэтт Берри[англ.] — бобёр Плескун
- Винг Рэймс — сапсан Громовержец

## Производство

### Разработка
28 сентября 2023 года студия DreamWorks Animation объявила о разработке анимационного фильма по серии книг писателя Питера Брауна «Дикий Робот». Режиссёром и сценаристом был назначен Крис Сандерс, продюсером — Джефф Херманн, а исполнительным продюсером — Дин Деблуа. Художником-постановщиком выступил Рэймонд Зибах, монтажёром — Мэри Бли, а руководителем повествования стала Хайди Джо Гилберт.
Сандерс впервые познакомился с книгой Брауна благодаря своей дочери, которая в то время училась в средней школе. Позже он заявлял, что никогда не читал её, и когда годы спустя студия DreamWorks предложила ему срежиссировать экранизацию этой книги. Прочитав первоисточник, Сандерс сразу же согласился и заявил, что именно он подходит для её экранизации, а также назвал историю «обманчиво простой» и «эмоционально сложной». Ранее Сандерс уже рассматривал идею сближения существа (Стича) с лесными животными для своего дебютного проекта «Лило и Стич» (2002), однако эта концепция в итоге была отменена. Сандерс связался с Брауном по телефону, и они совместно вывели главную мысль мультфильма — «доброта может стать навыком выживания», которую они в итоге и представили в мультфильме. Ещё одним аспектом истории стала тема материнства, которая, по словам Сандерса, стала «основой сюжета», поскольку в подобных историях «всегда отсутствуют матери». При этом, некоторые сюжетные элементы книги были изменены в мультфильме: в первоисточнике Роз постоянно ищет задание, однако она оказывается не в том месте и ей просто некому давать задание. Сандерс посчитал это однообразным ходом и старался сделать Роз «интересной» и «убедительной». Он также сократил роли некоторых персонажей и дал другим больше экранного времени, чтобы не перегружать фильм и сохранить темп, как в книге.

### Анимация и дизайн
«Дикий робот» стал последним проектом, созданным внутри студии DreamWorks. 6 октября 2023 года сайт Cartoon Brew сообщил, что после 2024 года студия, в рамках мер по сокращению расходов, перейдёт от собственного производства мультфильмов к более активному использованию услуг сторонних студий.

### Подбор актёров озвучивания
Актёрский состав, состоящий из Лупиты Нионго, Педро Паскаля, Кэтрин О’Хары, Билла Найи, Кита Коннора, Стефани Сюй, Марка Хэмилла и Винга Рэймса был объявлен 5 марта 2024 года вместе с выходом первого трейлера.
Сандерс хотел сделать Роз убедительным персонажем и считал, что для неё необходимо необычное голосовое сопровождение, чтобы избежать «двумерной ситуации», в которой робот превращается из безэмоционального существа в эмоционального. Поскольку у Роз нет артикуляции, от Нионго требовалось разработать особый тип голоса и развивать его по ходу сюжета. По словам Хэммила, озвучившего гризли Торна, он узнал о мультфильме после прочтения книги и заявил, что этот проект напомнил ему первые ощущения от фильма «Звёздные войны. Эпизод IV: Новая надежда» (1977), в котором он исполнил роль Люка Скайуокера.

### Музыка
В марте 2024 года стало известно, что Крис Бауэрс напишет музыку к своему первому анимационному фильму. Ранее он работал над музыкальным сопровождением картины «Космический джем: Новое поколение» (2021), которая представляла собой анимационно-игровой фильм. Кроме того было объявлено, что у мультфильма будет две оригинальные песни в исполнении Марен Моррис, написанные самой Моррис, Али Тампоси, Майклом Поллаком, Delacey, Джорданом Джонсоном и Стефаном Джонсоном. Первая песня «Kiss the Sky» была опубликована 28 августа 2024 года, вторая — «Even When I’m Not», была выпущена вместе с полным саундтреком 27 сентября того же года. После предварительного просмотра мультфильма Моррис и её соавторы вдохновились на написание «Even When I’m Not», которая звучит в титрах фильма.

## Премьера
Премьера «Дикого робота» состоялась 8 сентября 2024 года на кинофестивале в Торонто.
Премьера анимационного фильма в кинотеатрах США состоялась 27 сентября 2024 года, до этого премьера планировалась на неделю раньше.
В течение четырёх месяцев после премьеры мультфильм будет доступен на стриминговой платформе Peacock, после чего на протяжении десяти месяцев будет доступен в библиотеке сервиса Netflix, а затем вернётся на Peacock ещё на четыре месяца.

## Восприятие

### Критика
На сайте-агрегаторе рецензий Rotten Tomatoes мультфильм имеет рейтинг одобрения 97 % на основе 230 отзывов со средней оценкой 8,4 из 10. «Консенсус критиков» сформулирован так: «Простая, но изысканно рассказанная история, „Дикий робот“ — это чудесное развлечение, которое ослепляет и наполняет сердце до краёв». Зрительский рейтинг также составляет 98 %. На сайте-агрегаторе Metacritic рейтинг анимационного фильма составляет 85 баллов из 100 возможных на основании 46 рецензий критиков, что соответствует критерию «всеобщее признание». Зрители, опрошенные CinemaScore, поставили фильму среднюю оценку «A» по шкале от «A+» до «F», средняя положительная оценка на PostTrak составляет 96 %, при этом 62 % зрителей заявили, что «однозначно рекомендуют его к просмотру». По мнению веб-сайта Collider — это один из лучших фильмов Сандерса, а в издании Screen Rant картину назвали лучшим анимационным фильмом года.
Наталья Винкельман из The New York Times назвала мультфильм «ослепительным триумфом анимации» и написала: «Это работа, которая больше всего заботится о двух вещах: сильных чувствах и великой красоте». Критик Deadline Hollywood, Пит Хэммонд, заявил: «Если бы „Инопланетянин“ Спилберга был анимационным фильмом, он мог бы напоминать то, что создал Крис Сандерс. Однако „Дикий робот“ творит свою собственную магию, и за это мы все можем плакать от радости». Адриан Хортон из The Guardian отметил: «Умный, проникновенный и во многом потрясающий „Дикий робот“ представляет собой тот тип анимационного развлечения, который понравится детям и оставит комок в горле». Робби Коллин из The Daily Telegraph поставил фильму пять баллов из пяти и заявил: «Студия DreamWorks была основана 30 лет назад в этом месяце [в октябре], и этот своевременный юбилейный релиз — их самый богатый и трогательный фильм со времён нашумевшего „Принца Египта“ 1998 года». Бильге Эбири написал рецензию для Vulture, в которой высоко оценил работу Нионго и отметил, что она «превратила этот душевный семейный фильм в незабываемый».

### Награды и номинации
| Награда                                      | Дата церемонии вручения | Категория                                                                             | Получатель(-и) | Результат | Источ.        |
| -------------------------------------------- | ----------------------- | ------------------------------------------------------------------------------------- | --- | --------- | ------------- |
| Кинофестиваль в Сан-Себастьяне               | 28 сентября 2024        | «Лурра — премия Гринпис»                                                              | «Дикий робот» | Победа    | [ 30 ]        |
| Кинофестиваль Саванны                        | 2 ноября 2024           | Премия «Виртуоз»                                                                      | Лупита Нионго | Победа    | [ 31 ]        |
| Hollywood Music in Media Awards              | 20 ноября 2024          | «Лучшая оригинальная музыка в анимационном фильме»                                    | Крис Бауэрс | Победа    | [ 32 ]        |
| Hollywood Music in Media Awards              | 20 ноября 2024          | «Лучшая оригинальная песня в анимационном фильме»                                     | «Kiss the Sky» — Марен Моррис, Али Тампоси, Майкл Поллак, Delacey, Джордан Джонсон и Стефан Джонсон                                         | Победа    | [ 32 ]        |
| Winter IndieWire Honors                      | 5 декабря 2024          | Премия «Искра»                                                                        | Крис Сандерс | Победа    | [ 33 ]        |
| «Торжество кино и телевидения»               | 9 декабря 2024          | Премия «Композитор»                                                                   | Крис Бауэрс | Победа    | [ 34 ]        |
| Ассоциация кинокритиков Чикаго               | 12 декабря 2024         | Лучший анимационный полнометражный фильм                                              | «Дикий робот» | Номинация | [ 35 ]        |
| Ассоциация кинокритиков Чикаго               | 12 декабря 2024         | Лучшая оригинальная музыка                                                            | Крис Бауэрс | Номинация | [ 35 ]        |
| Афроамериканская ассоциация кинокритиков     | 13 декабря 2024         | Лучшая музыка                                                                         | Крис Бауэрс | Победа    | [ 36 ]        |
| Афроамериканская ассоциация кинокритиков     | 13 декабря 2024         | Лучший анимационный полнометражный фильм                                              | «Дикий робот» | Победа    | [ 36 ]        |
| San Francisco Bay Area Film Critics Circle   | 15 декабря 2024         | Лучший анимационный полнометражный фильм                                              | «Дикий робот» | Номинация | [ 37 ]        |
| San Francisco Bay Area Film Critics Circle   | 15 декабря 2024         | Лучшая оригинальная музыка в анимационном фильме                                      | Крис Бауэрс | Номинация | [ 37 ]        |
| Ассоциация кинокритиков Сент-Луиса           | 15 декабря 2024         | Лучший анимационный полнометражный фильм                                              | «Дикий робот» | Победа    | [ 38 ]        |
| Ассоциация кинокритиков Сент-Луиса           | 15 декабря 2024         | Лучшая музыка                                                                         | Крис Бауэрс | Номинация | [ 38 ]        |
| Ассоциация кинокритиков Сент-Луиса           | 15 декабря 2024         | Лучшая озвучка в анимационном полнометражном фильме                                   | Лупита Нионго | Победа    | [ 38 ]        |
| Ассоциация кинокритиков Сент-Луиса           | 15 декабря 2024         | Лучшая озвучка в анимационном полнометражном фильме                                   | Педро Паскаль | Номинация | [ 38 ]        |
| Онлайн-кинокритики Нью-Йорка                 | 16 декабря 2024         | Лучший анимационный полнометражный фильм                                              | «Дикий робот» | Runner up | [ 39 ]        |
| Общество кинокритиков Сиэтла                 | 16 декабря 2024         | Лучшая оригинальная музыка                                                            | Крис Бауэрс | Номинация | [ 40 ]        |
| Общество кинокритиков Сиэтла                 | 16 декабря 2024         | Лучший анимационный полнометражный фильм                                              | «Дикий робот» | Победа    | [ 40 ]        |
| Ассоциация кинокритиков Далласа и Форт-Уэрта | 18 декабря 2024         | Лучший анимационный полнометражный фильм                                              | «Дикий робот» | Победа    | [ 41 ]        |
| Ассоциация кинокритиков Далласа и Форт-Уэрта | 18 декабря 2024         | Лучшая музыкальная партитура                                                          | Крис Бауэрс | Победа    | [ 41 ]        |
| Круг кинокритиков Дублина                    | 19 декабря 2024         | Лучший фильм                                                                          | «Дикий робот» | 5th Place | [ 42 ]        |
| Круг кинокритиков Флориды                    | 20 декабря 2024         | Лучший анимационный полнометражный фильм                                              | «Дикий робот» | Номинация | [ 43 ]        |
| Ассоциация кинокритиков Нью-Йорка            | 4 января 2025           | Лучший анимационный полнометражный фильм                                              | «Дикий робот» | Победа    | [ 44 ]        |
| Ассоциация кинокритиков Нью-Йорка            | 4 января 2025           | Лучшая оригинальная музыка                                                            | Крис Бауэрс | Номинация | [ 44 ]        |
| Круг кинокритиков Канзас-Сити                | 4 января 2025           | Лучший анимационный полнометражный фильм                                              | «Дикий робот» | Победа    | [ 45 ]        |
| Круг кинокритиков Канзас-Сити                | 4 января 2025           | Лучший адаптированный сценарий                                                        | «Дикий робот» | Номинация | [ 45 ]        |
| Круг кинокритиков Канзас-Сити                | 4 января 2025           | Лучшая оригинальная музыка                                                            | Крис Бауэрс | Номинация | [ 45 ]        |
| Золотой глобус                               | 5 января 2025           | «Лучший анимационный полнометражный фильм»                                            | «Дикий робот» | Номинация | [ 46 ]        |
| Золотой глобус                               | 5 января 2025           | «Лучшие кинематографические и кассовые достижения»                                    | «Дикий робот» | Номинация | [ 46 ]        |
| Золотой глобус                               | 5 января 2025           | «Лучшая песня»                                                                        | «Kiss the Sky» — Марен Моррис, Али Тампоси, Майкл Поллак, Delacey, Джордан Джонсон и Стефан Джонсон                                         | Номинация | [ 46 ]        |
| Золотой глобус                               | 5 января 2025           | «Лучшая музыка к фильму»                                                              | Крис Бауэрс | Номинация | [ 46 ]        |
| Ассоциация кинокритиков Остина               | 6 января 2024           | Лучший анимационный полнометражный фильм                                              | «Дикий робот» | Победа    | [ 47 ]        |
| Ассоциация кинокритиков Остина               | 6 января 2024           | Лучшее озвученное/анимированное/цифровое исполнение                                   | Лупита Нионго | Победа    | [ 47 ]        |
| Альянс женщин-киножурналисток                | 7 января 2025           | Лучший анимационный фильм                                                             | «Дикий робот» | Победа    | [ 48 ]        |
| Спутник                                      | 26 января 2025          | Лучший анимационный фильм                                                             | «Дикий робот» | Номинация | [ 49 ]        |
| Спутник                                      | 26 января 2025          | Лучшая музыка к фильму                                                                | Крис Бауэрс | Номинация | [ 49 ]        |
| Спутник                                      | 26 января 2025          | Лучшая песня                                                                          | «Kiss the Sky» – Delacey, Джордан Джонсон, Стефан Джонсон, Марен Моррис, Майкл Поллак и Али Тампоси                                         | Номинация | [ 49 ]        |
| Ассоциация онлайн-кинокритиков               | 27 января 2025          | Лучший анимационный фильм                                                             | «Дикий робот» | Номинация | [ 50 ]        |
| Ассоциация онлайн-кинокритиков               | 27 января 2025          | Лучшая музыка к фильму                                                                | Крис Бауэрс | Номинация | [ 50 ]        |
| Премия Лондонской ассоциации кинокритиков    | 2 февраля 2025          | Лучший полнометражный анимационный фильм                                              | «Дикий робот» | Номинация | [ 51 ]        |
| Сатурн                                       | 2 февраля 2025          | Лучший анимационный фильм                                                             | «Дикий робот» | Победа    | [ 52 ]        |
| Выбор критиков                               | 7 февраля 2025          | Лучший анимационный полнометражный фильм                                              | «Дикий робот» | Победа    | [ 53 ]        |
| Выбор критиков                               | 7 февраля 2025          | Лучшая песня                                                                          | «Kiss the Sky» — Марен Моррис, Али Тампоси, Майкл Поллак, Delacey, Джордан Джонсон и Стефан Джонсон                                         | Номинация | [ 53 ]        |
| Выбор критиков                               | 7 февраля 2025          | Лучшая музыка                                                                         | Крис Бауэрс | Номинация | [ 53 ]        |
| Энни                                         | 8 февраля 2025          | Лучший анимационный полнометражный фильм                                              | «Дикий робот» | Победа    | [ 54 ]        |
| Энни                                         | 8 февраля 2025          | Лучшие анимационные эффекты в анимационном фильме                                     | Дерек Чунг, Майкл Лозур, Дэвид Чоу, Нён Ким, Стив Авуджагели                                                                                | Победа    | [ 54 ]        |
| Энни                                         | 8 февраля 2025          | Лучшая анимация персонажей в полнометражном анимационном фильме                       | Фабио Линьини | Победа    | [ 54 ]        |
| Энни                                         | 8 февраля 2025          | Лучший дизайн персонажей в полнометражном анимационном фильме                         | Женевьева Цай | Победа    | [ 54 ]        |
| Энни                                         | 8 февраля 2025          | Лучшая режиссура в анимационном полнометражном фильме                                 | Крис Сандерс | Победа    | [ 54 ]        |
| Энни                                         | 8 февраля 2025          | Лучшая редакторская работа в полнометражном анимационном фильме                       | Мэри Бли, Коллин Эркер, Орландо Дуэнас, Люси Лайон, Брайан Паркер                                                                           | Победа    | [ 54 ]        |
| Энни                                         | 8 февраля 2025          | Лучшая музыка в анимационном полнометражном фильме                                    | Крис Бауэрс | Победа    | [ 54 ]        |
| Энни                                         | 8 февраля 2025          | Лучший производственный дизайн в анимационном полнометражном фильме                   | Рэймонд Зибах, Ричи Сакилиок | Победа    | [ 54 ]        |
| Энни                                         | 8 февраля 2025          | Лучшая озвучка в анимационном полнометражном фильме                                   | Лупита Нионго | Победа    | [ 54 ]        |
| Энни                                         | 8 февраля 2025          | Лучшая озвучка в анимационном полнометражном фильме                                   | Кит Коннор | Номинация | [ 54 ]        |
| Премия Гильдии продюсеров США                | 8 февраля 2025          | Лучший анимационный фильм                                                             | «Дикий робот» | Победа    | [ 55 ]        |
| Общество специалистов по визуальным эффектам | 11 февраля 2025         | Лучшие визуальные эффекты в полнометражном мультфильме                                | Крис Сандерс, Джефф Херманн, Джефф Будсберг и Джейкоб Йорт Дженсен                                                                          | Победа    | [ 56 ]        |
| Общество специалистов по визуальным эффектам | 11 февраля 2025         | Лучший анимированный персонаж в полнометражном мультфильме                            | «Роз» – Фабио Линьини, Юкинори Инагаки, Оуэн Демерс и Хён Ху                                                                                | Победа    | [ 56 ]        |
| Общество специалистов по визуальным эффектам | 11 февраля 2025         | Лучшая созданная среда в полнометражном мультфильме                                   | «Лес» – Джон Уэйк, Хэ Джун Пак, Вуджин Чой и Шейн Глэйдинг                                                                                  | Победа    | [ 56 ]        |
| Общество специалистов по визуальным эффектам | 11 февраля 2025         | Лучшие симуляции эффектов в полнометражном мультфильме                                | Дерек Чун, Майкл Лозур, Дэвид Чоу и Нён Ким                                                                                                 | Победа    | [ 56 ]        |
| Общество специалистов по визуальным эффектам | 11 февраля 2025         | Лучшая композиция и освещение в художественном произведении                           | Сондра Л. Верландер, Батист Ван Опстал, Эстер Офферталер и Остин Казал                                                                      | Номинация | [ 56 ]        |
| Общество композиторов и авторов текстов      | 12 февраля 2025         | Лучшая оригинальная партитура к студийному фильму                                     | Крис Бауэрс | Победа    | [ 57 ]        |
| Премия «Artios Awards»                       | 12 февраля 2025         | Выдающееся достижение в кастинге – Полнометражная анимация                            | Кристи Сопер Хилт | Победа    | [ 58 ]        |
| Премия Гильдии художников-постановщиков США  | 15 февраля 2025         | Лучшие достижения в области производственного дизайна анимационного фильма            | Рэймонд Зибах | Победа    | [ 59 ]        |
| BAFTA                                        | 16 февраля 2025         | Лучший анимационный фильм                                                             | «Дикий робот» | Номинация | [ 60 ]        |
| BAFTA                                        | 16 февраля 2025         | Лучшая музыка к фильму                                                                | Крис Бауэрс | Номинация | [ 60 ]        |
| BAFTA                                        | 16 февраля 2025         | Лучший семейный фильм                                                                 | «Дикий робот» | Номинация | [ 60 ]        |
| Black Reel Awards                            | 17 февраля 2025         | Лучшее озвучивание                                                                    | Лупита Нионго | Победа    | [ 61 ]        |
| Black Reel Awards                            | 17 февраля 2025         | Лучший оригинальная музыка к фильму                                                   | Крис Бауэрс | Победа    | [ 61 ]        |
| Black Reel Awards                            | 17 февраля 2025         | Лучший оригинальный саундтрек                                                         | «Дикий робот» | Номинация | [ 61 ]        |
| Cinema Audio Society Awards                  | 22 февраля 2025         | Лучшие достижения в области микширования звука для анимационного кинофильма           | Кен Гомбос, Лефф Леффертс, Гэри А. Риццо, Алан Мейерсон, Ричард Дуарте                                                                      | Победа    | [ 62 ] [ 63 ] |
| NAACP Image Awards                           | 22 февраля 2025         | Лучший анимационный фильм                                                             | «Дикий робот» | Номинация | [ 64 ]        |
| NAACP Image Awards                           | 22 февраля 2025         | Лучшее озвучивание персонажа в области полнометражных мультфильмов                    | Лупита Нионго | Номинация | [ 64 ]        |
| USC Scripter Awards                          | 22 февраля 2025         | Лучший адаптированный сценарий                                                        | Крис Сандерс и Питер Браун | Номинация | [ 65 ]        |
| Golden Reel Awards                           | 23 февраля 2025         | Выдающееся достижение в области монтажа звука – Полнометражная анимация               | Брайан Чамни, Лефф Леффертс, Рэнди Том, Дэвид Фармер, Дэвид Хьюз, Джейми Скотт, Рич Куинн, Малкольм Файф, Ди Селби, Ронни Браун, Джана Вэнс | Победа    | [ 66 ]        |
| Ассоциация кинокритиков Торонто              | 24 февраля 2025         | Лучший полнометражный анимационный фильм                                              | «Дикий робот» | Номинация | [ 67 ]        |
| Оскар                                        | 2 марта 2025            | Лучший анимационный полнометражный фильм                                              | Крис Сандерс и Джефф Херманн | Номинация | [ 68 ]        |
| Оскар                                        | 2 марта 2025            | Лучшая музыка к фильму                                                                | Крис Бауэрс | Номинация | [ 68 ]        |
| Оскар                                        | 2 марта 2025            | Лучший звук                                                                           | Рэнди Том, Брайан Чамни, Гэри А. Риццо и Лефф Леффертс                                                                                      | Номинация | [ 68 ]        |
| Премия Американских киноредакторов           | 14 марта 2025           | Лучший монтаж полнометражного анимационного фильма (театрального или внетеатрального) | Мэри Бли | Ожидается | [ 69 ]        |

## Продолжение
7 сентября 2024 года, отвечая на вопрос о потенциальном продолжении, Сандерс заявил: «Я бы очень хотел этого. Это был труд всей студии, и да, думаю, я бы с удовольствием остался здесь на некоторое время». 12 октября того же года режиссёр подтвердил, что сиквел находится в разработке.